# Kasaner Operation
Unter Kasaner Operation (russisch Казанская операция) wird in der russischen Militärgeschichtsschreibung die Rückeroberung der Stadt Kasan durch die Rote Armee vom 5. September 1918 bis zum 10. September 1918  während des Russischen Bürgerkrieges bezeichnet. Der Sieg der Bolschewiki war für den weiteren Verlauf des Krieges entscheidend.

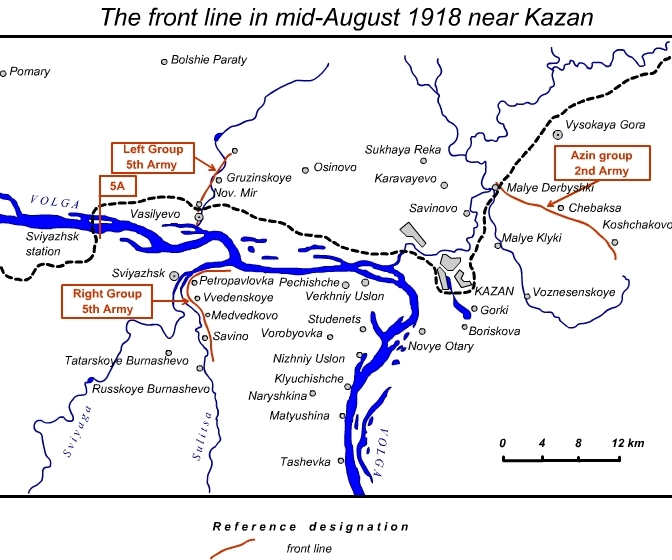
Frontverlauf Kasan 1918

## Vorgeschichte

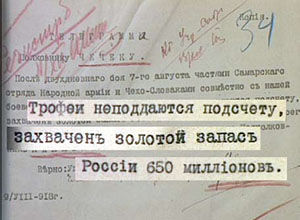
Telegramm Wladimir Kappels vom 9. August 1918, in dem die Erbeutung der russischen Goldreserven in Kasan mitgeteilt wurde.

Der in Tscheljabinsk Ende Mai 1918 ausbrechende Aufstand der Tschechoslowakischen Legionen führte zu einem Machtverlust des Bolschewistischen Regimes in den östlichen Teilen Zentralrusslands. Die nunmehr als Speerspitze aller oppositionellen "weißen" Truppen agierende Einheit ermögliche in der Folge die Eroberung von Samara, wo am 8. Juni 1918 das Komitee der Mitglieder der konstituierenden Versammlung (Комите́т чле́нов Всероссийского Учреди́тельного собра́ния - КОМУЧ, abgekürzt KomUtsch) aus ehemaligen Mitgliedern der Russischen konstituierenden Versammlung gebildet wurde. Dessen erklärtes Ziel war die Wiederherstellung der bürgerlichen Demokratie in Russland. Das Komutsch als “demokratisch” legitimierte Institution begann nach seiner Bildung mit der Aufstellung einer eigenen Volksarmee, deren Kern von den Tschechoslowakischen Legionen gebildet wurde und die unter der Führung des Oberstleutnants Wladimir Kappel stand. Kappel strebte im Gegensatz zum Komutsch die Wiederherstellung der Monarchie in Russland an. Ungeachtet dieser Gegensätze gelang es den Truppen des Komutsch zunächst am 22. Juli 1918 Simbirsk und am 7. August 1918 Kasan einzunehmen. Dort konnten die Truppen Kappels den Zugriff auf einen Teil der Goldreserven des Russischen Kaiserreiches in Höhe von 650 Millionen Rubeln sichern.
Das Regime der Bolschewiki hatte in der Zwischenzeit mit ernsthaften Zersetzungserscheinungen zu kämpfen, die insbesondere nach dem Abzug eines Großteils der roten lettischen Schützen in Richtung Samara auftraten. Der Machtverlust der Bolschewiki gipfelte am 6. Juli 1918 im Aufstand der Linken Sozialrevolutionäre, der in Moskau binnen weniger Tage niedergeschlagen wurde. Der Verlust von Simbirsk am 22. Juli 1918 hingegen war auch auf das Überlaufen des sozialrevolutionären Kommandeurs Michail Murawjow zurückzuführen, der seine Unterstützung des Aufstandes erklärt hatte. In Jaroslawl (6. bis 21. Juli 1918), Rybinsk (8. Juli 1918) und Murom (8. bis 10. Juli 1918) fanden von Sozialrevolutionären initiierte Erhebungen statt, die von den Bolschewiki unterdrückt werden konnten.
Die Niederlagen in Simbirsk und Kasan brachten die Sowjetregierung im August erneut in eine schwierige Lage. Die Region Powolschje als der Getreidespeicher des alten Zarenreiches war dem Zugriff der Bolschewiki entzogen, darüber hinaus waren die Bolschewiki vom Kaukasus, Zentralasien und Sibirien abgeschnitten. Insbesondere durch den Verlust von Nahrungsmittellieferungen wäre das Regime der Bolschewiki ohne eine schnelle Änderung der Lage in sich zusammengebrochen. Auch der Verlust der Goldreserven stellte ein großes Problem dar, da dem Regime der Bolschewiki erhebliche Mittel zum Kauf von militärischem Gerät entzogen wurden. Das Zentralkomitee der Bolschewiki stellte bereits am 29. Juli 1918 die Rote Armee unter Leo Trotzki vor die Aufgabe, die Wolgaregion um jeden Preis zurückzugewinnen.

### Situation der Volksarmee des KOMUTSCH
Die Stärke der unter Kappels Kommando stehenden Einheiten ist im Nachhinein schwierig zu ermitteln, da es sich um ad-hoc ausgehobene Formationen in einem Bürgerkrieg handelte. Die Armee des Komutsch hatte zum Zeitpunkt der Übernahme der gesamten militärischen Führung durch Kappel am 22. Juli 1918 eine Stärke von 3000 Soldaten. Durch Aushebungen in den eroberten Städten wuchs die Stärke der Komutscharmee bis zum Beginn der Kasaner Operation weiter an. Sie gliederte sich ab dem 15. August 1918 in die unter dem Kommando des tschechischen Generals Stanislav Čeček stehende Wolga-Front, die sich in zwei unter Kappels Kommando befindlichen Gruppen in Kasan und Simbirsk und weitere Gruppen aufgliederte, die bei der Verteidigung Kasans keine Rolle spielten.
Die Ausrüstung der Komutsch-Truppen war den Umständen entsprechend gut. Sie verfügten neben einigen Schiffen auch über eine ausreichende Zahl an Kanonen und Maschinengewehren und konnten zu Aufklärungszwecken Flugzeuge vom französischen Typ Voisin und deutsche LVG C.II einsetzen, die entweder von Frankreich als Waffenhilfe an das Russische Kaiserreich oder nach dem Waffenstillstand vom Deutschen Reich an Sowjetrussland geliefert worden waren.
Nach der Eroberung Kasans beabsichtigte Kappel, die kritische Situation der Bolschewiki auszunutzen und über Nischni Nowgorod auf Moskau vorzustoßen. Die Kommandeure der Tschechoslowakischen Legionen und das Komutsch waren gegen diesen Plan, da dadurch die Städte Samara, Simbirsk und Kasan nicht mehr hätten verteidigt werden können. Die Uneinigkeit in der Führung der Komutscharmee führte dazu, dass diese zur Verteidigung der bereits erreichten Stellungen überging. Dadurch gewann die Rote Armee Zeit, um ihre Kräfte zu verstärken und sich umzugruppieren.

### Vorbereitungen der Roten Armee
Die Truppen der Bolschewiki an der östlichen Front des russischen Bürgerkrieges waren Anfang August völlig demoralisiert. Joakim J. Wazetis, der anstelle von General Murawjow die rote Ostfront befehligte, berichtete an Lenin persönlich: "... in ihrer Masse erwiesen sich unsere Truppen aufgrund ihrer taktischen Deorganisation und Disziplinlosigkeit als völlig kampfunfähig." Die 2. Rote Armee, die sich nordöstlich von Kasan befand, hatte bis zum 18. Juli 1918 keinen Befehlshaber mehr, nachdem insgesamt drei Armeechefs innerhalb kurzer Zeit zu den weißen Truppen desertiert waren.
Dieser katastrophale Zustand führte am 3. August 1918 dazu, dass alle Mitglieder der Bolschewiki, die auch nur etwas Erfahrung in militärischer Führung hatten, an die Front des Bürgerkrieges gesendet wurden. Unmittelbar nach dem Beschluss des Zentralkomitees der Bolschewiki vom 29. Juli ließ sich Trotzki einen Zug zusammenstellen und fuhr mit diesem in Richtung Kasan ab. Unterwegs sammelte er weitere Truppen und veröffentlichte zahlreiche Memoranden, in denen drastische Strafen für zurückweichende Einheiten angedroht und die Moral der roten Truppen gestärkt werden sollte.
Die militärische Ausgangslage war für die Komutsch-Truppen bei Kasan schwierig, da sie sich in einem Frontvorsprung befanden, der westlich von der 5. Roten Armee unter Pēteris Slavens und östlich von der 2. Roten Armee unter Konstantin Nikitich Blochin begrenzt wurde. Im Südwesten befand sich die 1. Rote Armee unter Michail Nikolajewitsch Tuchatschewski. Die Truppen der Bolschewiki hatten geografisch die Möglichkeit Angriffe aus drei Himmelsrichtungen auf Kasan zu starten. Von diesen drei Gruppierungen war im August jedoch nur die 1. Rote Armee offensiv handlungsfähig. Um Kappels antizipierten Vorstoß in Richtung Moskau zu verzögern, startete Tuchatschewski am 14. August einen Angriff in Richtung Simbirsk. Kappel war gezwungen, mit seinen Truppen nach Süden zurückzukehren und Simbirsk zu verteidigen. Damit schloss sich das Zeitfenster, in dem ein möglicher Vorstoß Kappels nach Westen Aussicht auf Erfolg gehabt hätte.
Die Roten Garden, die Verteidigungspositionen am linken und rechten Ufer der Wolga hielten, wurden am 16. August zur 5. Roten Armee zusammengefasst. Das 5. semgallische Regiment der Sowjetlettischen Schützendivision wurde als Elitetruppe ebenfalls nach Kasan abkommandiert. Auch die Matrosen der Baltischen Flotte wurden unter dem Kommando von Fjodor Raskolnikow mit der roten Wolga-Flottille zur Verstärkung herangezogen. Die rote Wolga-Flottille umfasste Monitore, Torpedoboote und diverse Flussdampfer und verlieh den bolschewistischen Kräften die Fähigkeit zu Amphibischer Kriegsführung.
Zur Verstärkung der 5. Roten Armee wurden auch internationale und nationale nicht-russische Verbände herangezogen. Es gehörten eine ungarische Kavallerieabteilung, das aus deutschen und österreichischen Kriegsgefangenen rekrutierte Karl-Marx-Regiment, das polnisch-masowische Regiment der Roten Ulanen und das Tatarisch-Baschkirische Bataillon zu den Verbänden die an der Rückeroberung Kasans beteiligt waren.
Insgesamt konnten die Bolschewiki bis Ende August ungefähr 15.000 Soldaten vor Kasan aufbieten, deren Ausrüstung ebenfalls gut war. Zahlenmäßig war die Rote Armee den Komutsch-Truppen unmittelbar vor dem Beginn der Kämpfe 2,5-fach überlegen. Generell waren die Einheiten der Roten Armee ebenfalls ad-hoc zusammengestellte Verbände.
Ein operativer Plan zur Einnahme von Kasan wurde entwickelt. Die Truppen der 5. Armee sollten hierbei die Hauptlast der Kämpfe tragen. Die Gruppe, die sich auf dem rechten Ufer der Wolga befand, sollte das Gelände bis zur Flussbiegung in Höhe Kasan von den Komutsch-Truppen erobern. Die zahlenmäßig stärkste Gruppe auf dem linken Ufer sollte entlang der Eisenbahnlinie auf Kasan vorrücken und die Stadt tatsächlich einnehmen. Zusätzlich sollten Teile der 2. Roten Armee zur Ablenkung Kasan aus nordöstlicher Richtung angreifen.

## Verlauf der Kämpfe

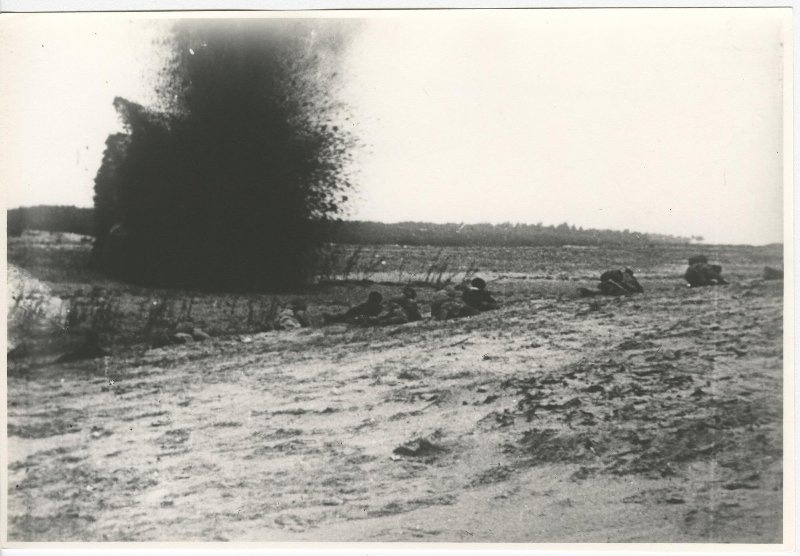
Angriff der 5. roten Armee auf Kasan.

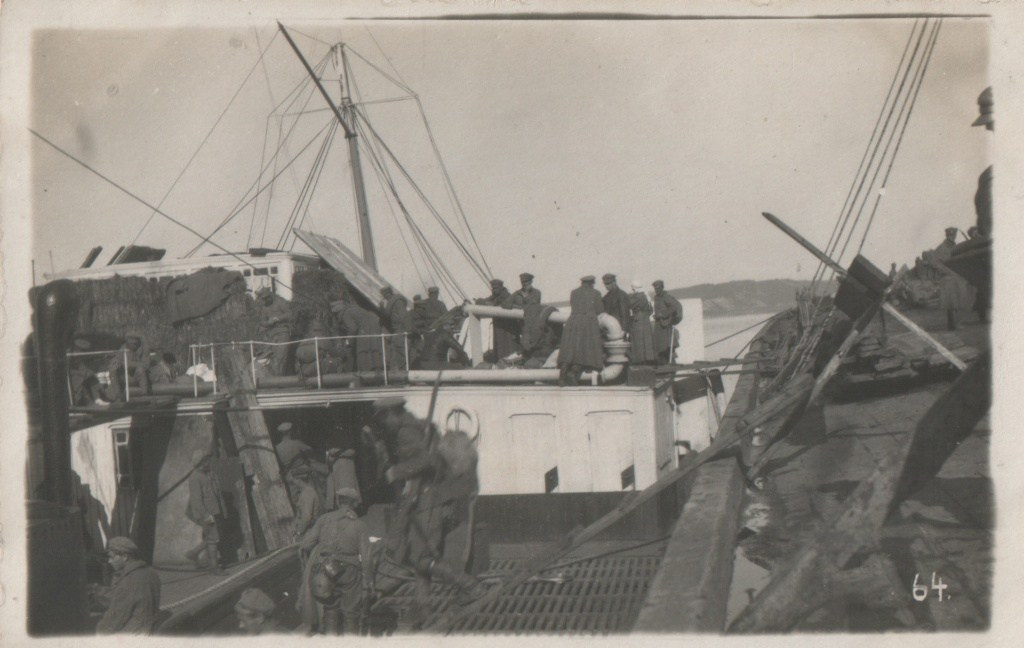
Rückzug der Komutsch-Truppen aus Kasan.

Nach der erfolgreichen Abwehr von Tuchatschewskis Angriff auf Simbirsk kehrte Kappel mit seinen Truppen nach Kasan zurück und beabsichtigte nun endlich offensiv in Richtung Westen vorzugehen. Mit insgesamt 2000 Soldaten drang Kappel überraschend in Richtung des Hauptquartiers der 5. Roten Armee in Swijaschsk vor, um die dortige Eisenbahnbrücke über die Wolga zu erobern und dadurch die Eisenbahnverbindung Richtung Moskau zu unterbrechen. Zeitgleich trafen überraschend für Kappel Flussdampfer und Torpedoboote der roten Wolga-Flottille bei Swijaschsk ein, die zusammen mit den an Bord befindlichen Matrosen der Baltischen Flotte in die Kämpfe eingriffen.
Trotzki erreichte mit seinem Panzzerzug ebenfalls zeitgleich das Kampfgebiet und geriet unbeabsichtigt direkt in das Gefecht. Alle mit dem Zug fahrenden Soldaten bekämpften Kappels Truppen, die weniger als einen Kilometer entfernt von Trotzki standen. Die Komutsch-Truppen verpassten in diesen Stunden die Gelegenheit, Trotzki gefangen zu nehmen, da sie sich auf die Wolga-Brücke bei Swijaschsk konzentrierten. Nach einem acht Stunden dauernden Kampf war Kappel gezwungen, das Gefecht gegen die als Eliteeinheit der Roten Armee bekannten Kronstädter Truppen abzubrechen und sich in Richtung Kasan zurückzuziehen. An der exponierten Lage von Kasan hatte sich aus Sicht der Komutsch nichts geändert.
Nachdem die unmittelbare Gefahr vorüber war, sorgte Trotzki mit drastischen Maßnahmen für die Disziplinierung der bis dahin demoralisierten Truppen der 5. Roten Armee. Während des Gefechts mit den Truppen Kappels hatte ein Regiment versucht, einen Wolga-Dampfer zu kapern und mit diesem in Richtung Westen zu fliehen. Trotzki ordnete deswegen am 29. August die Erschießung jedes zehnten Soldaten des Regiments an. (→Dezimation)
Nach diesen Maßnahmen begannen die bolschewistischen Kräfte am 5. September mit ihrem Angriff auf Kasan. Am 5. September, also zum Beginn der Kämpfe um die Stadt Kasan, hatten die unter Kappels Kommando stehenden Verbände eine Stärke von ungefähr 6000 Soldaten.
Am 7. September 1918 gelang der 5. roten Armee die Einnahme des Kasan gegenüberliegenden Ufers der Wolga. Auch auf der gegenüberliegenden Flussseite konnte die 5. rote Armee Fortschritte verzeichnen und die Mündung des Flusses Kasanka in die Wolga erreichen. Zeitgleich griff die 2. rote Armee aus Nordosten an und konnte die Dörfer Kinderle und Klyki östlich der Stadt unter ihre Kontrolle bringen. Die Komutsch-Truppen wurden von der Übermacht der Roten Armee aus ihrem Stellungen westlich von Kasan verdrängt, konnten aber unter großen Anstrengungen die Verteidigung aufrechterhalten, da die Kasanka ihnen einen Geländevorteil bot.
Kasan wurde für die Komutsch-Truppen unhaltbar, als es der roten Wolga-Flottille unter maßgeblicher Beteiligung von Nikolai Markin gelang, im Westen Kasans am 9. September 1918 eine erfolgreiche Landung durchzuführen und über das dem Kasaner Kreml westlich vorgelagerte, sumpfige, aus Ablagerungen der Wolga bestehende Gelände hinweg, einen Brückenkopf zu errichten. Zeitgleich griffen die 5. rote Armee und die 2. rote Armee erneut an. Im weiteren Verlauf zogen sich die Komutsch-Truppen aus der Stadt zurück. Mittels ihrer eigenen Schiffe konnte die Mehrheit von Kappels Truppen auf der Wolga in Richtung Süden entkommen. Kasan geriet am 10. September 1918 endgültig unter die Kontrolle der Roten Armee.

## Folgen
Die Eroberung von Kasan durch die Rote Armee stellte einen entscheidenden Wendepunkt des Russischen Bürgerkrieges dar. Den kommunistischen Bolschewiki gelang es durch den Sieg bei Kasan und die wenig später erfolgende Eroberung von Simbirsk und Samara, den Aufstand der Sozialrevolutionäre im östlichen Teil des europäischen Russlands zu beenden und die Tschechoslowakischen Legionen als militärische Bedrohung auszuschalten. Dadurch erhielten die Bolschewiki dauerhafte Herrschaft über die Bevölkerung des Kerngebiets des ehemaligen Zarenreiches bis zum Ural, die Ende 1918 ungefähr 70 Millionen Menschen umfasste. Die Bevölkerung der noch unter Kontrolle des "weißen" Opposition stehenden Gebiete betrug im Vergleich dazu höchstens neun Millionen Menschen. Somit konnten sich die Bolschewiki in den folgenden beiden Kriegsjahren die zahlenmäßige Überlegenheit der Roten Armee gegenüber den gegnerischen weißen Armeen und den Sieg im Bürgerkrieg sichern.
Weiterhin zeigte dieser Sieg deutlich, dass die Bemühungen des Volkskommissars für das Kriegswesen Leo Trotzki bei der Umwandlung der bisher zerstreuten, desorganisierten Roten Garden in ein straff geführtes Territorialheer erfolgreich waren. So gelang es der Roten Armee bereits am 11. September 1918 Simbirsk als nächste größere Stadt des Wolgagebiets zurückzuerobern. Im Gegensatz dazu waren die Komutsch-Truppen nach der Aufgabe von Kasan ihrerseits demoralisiert.
Lediglich die Kasaner Goldreserven waren auf längere Zeit für die Bolschewiki verloren, da Kappel unmittelbar nach der Besetzung Kasans den Abtransport des Goldes in Richtung Samara organisiert hatte.

## Rezeption
Der Sieg bei Kasan wurde durch die Zeitungen der Roten Armee zunächst als das “Valmy” des Russischen Bürgerkrieges gefeiert, wobei die Begriffsbildung wahrscheinlich von Trotzki selbst stammt. In der Folge wurde die Kasaner Operation der Gegenstand von Werken der den Bolschewiki nahestehenden Autoren wie beispielsweise Larissa Reissner, die selbst als Politkommissarin der Wolga-Flottille an den Kämpfen teilnahm und Demjan Bedny, der ebenfalls mit der Wolga-Flottille vor Ort war. Die Ereignisse wurden von diesen Autoren im Sinne der Ideologie der KPR (B) beschrieben.
Durch den 1921 stattfindenden Aufstand der an der Eroberung Kasans und der Rettung von Trotzkis improvisiertem Panzerzug wesentlich beteiligten Kronstädter Matrosen (→Kronstädter Matrosenaufstand) und durch die Niederlage Trotzkis im Machtkampf mit Stalin geriet die Kasaner Operation jedoch bis zum Ende der 1920er Jahre in Vergessenheit. Die Kasaner Operation wurde trotz ihrer Bedeutung im 1986 erschienenen Militärenzyklopädischen Wörterbuch nur mit einem sehr kurzen Artikel bedacht. Erst nach dem Ende der Sowjetunion erhielten die Kämpfe bei Kasan wieder mehr Aufmerksamkeit.

### Russisch
Von den nachfolgenden Werken existiert keine deutsche Übersetzung. (Stand Mai 2021)
- S. F. Achromeew (Hrsg.): Военный энциклопедический словарь (dt. etwa: Militär Enzyklopädisches Wörterbuch. Militärverlag der UdSSR Moskau 1986. Beinhaltet die staatlich-sowjetische Sichtweise)
- W. A. Gontscharow, A. I. Kokurin (Hrsg.): dt. etwa: Oktober-Gardisten. Die Rolle der Völker der baltischen Staaten bei der Errichtung und Stärkung des bolschewistischen Regimes. Indrik Moskau 2009. ISBN 978-5-91674-014-1 (russisch В.А. Гончаров, А.И. Кокурин: Гвардейцы Октября. Роль коренных народов стран Балтии в установлении и укреплении большевистского строя.)
- Wjatscheslaw Kondratew, Marat Chairulin: dt. etwa: Das Flugwesen während des [Russischen] Bürgerkrieges, (russisch В. Кондратьев, М. Хайрулин: Авиация гражданской войны), Verlag Technik – Jugend Moskau 2000, ISBN 5-93848-002-7

### Englisch
- Francesco Benvenuti: The Bolsheviks and the Red Army 1918–1921, Cambridge University Press 1988, ISBN 0-521-25771-9
- C. Brennan, M. Frame: Russia and the Wider World in Historical Perspective, MacMillan 2000, ISBN 978-1-349-40037-9
- John Erickson (Hrsg.): The Soviet High Command: a Military-political History, 1918–1941, Routledge 1962, ISBN 978-0-714-65178-1
- Reina Pennington: Amazons to Fighter Pilots – A Biographical Dictionary of Military Women (Volume Two), Greenwood Press 2003, ISBN 978-0-313-32708-7
- Geoffrey Swain: The Origins of the Russian Civil War, Taylor and Francis 1996, ISBN 978-0-582-05968-9
- Dmitri Volkogonov: Trotsky: Eternal Revolutionary, The Free Press 1996. ISBN 978-0-684-82293-8
- Earl F. Ziemke: The Red Army, 1918–1941: From Vanguard of World Revolution to America's Ally, Verlag Frank Cass London New York 2004. ISBN 0-7146-5551-1